# Brillant universel
En numismatique, « Brillant universel », ou BU (en anglais Brillant Uncirculated, en allemand Stempelglanz), désigne une qualité intermédiaire entre la frappe de la monnaie courante et celle de qualité supérieure appelée « belle épreuve ».
Il s'agit de pièces frappées en série limitée, avec des flans neufs, et qui ont gardé leur brillant d'origine.